# فوج فراهان
فوج فراهان یکی از تقسیم‌بندی‌های نظامی امیرکبیر، صدراعظم ناصرالدین‌شاه در دورهٔ قاجاریه بود. در تقسیم‌بندی‌های نظامی، یکی از گروه‌های نظامی به فوج معروف بود. ابراهیم دهگان (مورخ) دربارهٔ دو فوج جدید فراهان و کزاز نوشته بود: «از جمله اصلاحات ارتشی امیرنظام تعدیل در کار سربازگیری و عفو داشتن ارمنی‌ها از اعزام سرباز به ارتش شاهنشاهی و نیز تکثیر افواج در محالی بود که بیشتر با اصول فنی آشنایی داشتند و نسبت سربازان آنجا با جمعیت محل کمتر بود…از جمله به افواج عراق عجم دو فوج اضافه گردید. به این شرح که اتابک، برادر خود میرزا حسن خان وزیر‌نظام را حکومت عراق عجم داد و بر افواج فراهان و کزاز دو فوج تازه به نام فوج جدید فراهان و کزاز اضافه گردانید»
در شماره ۶۴۱ در صفحهٔ ۳ روزنامه دولت علیه ایران چاپ شده در ۲۶ محرم ۱۲۸۷ قمری دربارهٔ فوج فراهان آمده است: «وزارت جنگ. فوج فراهان که یکی از افواج ابواب جمعی نصرالله خان نصرالملک ست و بهادران افواج عراق است ملقب به لقب فوج کامران گردیدند. حکم نظامی موشح به دستخط مبارک شاهنشاهی شرف صدور یافت.»

## شعر فوج فراهان
نظام الشعرا فراهانی دربارهٔ فوج فراهان سروده است:
| همانا شنیدستی ای نامور           |  | ز احوال فوج فراهان خبر      |
| که اینفوج از فوجهای عراق         |  | فزون بود در حشمت و طنطراق   |
| ز افواج دیگر بهادرترند           |  | به قدر از همه فوجها برترند  |
| مر این فوج را از خدیو جهان       |  | لقب بود در سالها کامران     |
| برین فوج دشمن شمار سترگ          |  | بسی بود سرتیپهای بزرگ       |
| چون منصورخان و چو خان            |  | حسن بر ایشان بدی مهتر انجمن |
| بر ایشان چو فتح و ظفر یار بود    |  | مهین ناصرالدوله سردار بود   |
| امان‌الله آن خان با احتشام        |  | که صمصام خواندی شهش بر نظام |
| ولی حضرت مقبل السلطنه            |  | چون آمد امیر و رئیس بنه     |
| به فرمان او گشت فرمانگذار        |  | مهین میرپنج جلالت شعار      |
| مهین میرزااحمد آن خان داد        |  | که دارد ز سادات اکرم‌نژاد    |
| بزرگ است و راد است و فرمانبر است |  | دلیر و امیر و هنرپرور است   |
| بزرگ است و دارد بزرگی بنام       |  | نبیرهٔ جهاندار قائم مقام     |
| به سیف و قلم جامع است آن همام    |  | حسب و نانسب دارد آن نیکنام… |

## سرتیپ‌های فوج فراهان
- محمدحسن خان فراهانی سرتیپ فراهانی[۴]
- «امان‌الله خان» سرتیپ فوج فراهان[۵]
- منصور خان فراهانی
- نصرالله خان سرتیپ فوج فراهان[۶]

## لشکر نویسان
- میرزا احمدخان لشکرنویس

## مقام سلطان فوج فراهان
- محمدزمان سلطان فراهانی[۷]
- مرتضی قلیخان
- اصلان خان بیک[۸]